# 2004 a vasúti közlekedésben
Ez a szócikk a 2004-ben történt vasúti eseményeket mutatja be.

## Események

### Helyek szerint

#### Ázsia
- január 1. –  Kína: Megnyílik a Sanghaj maglev vasút.
- április 22. -  Észak-Korea: Hatalmas baleset Rjongcsonnál, két tehervonat felrobbanása miatt több százan életüket vesztik

#### Európa

##### Magyarország
- június 26. – Megszűnik a postavonati szolgáltatás.
- Áthaladt Magyarországon az Ázsia expressz.